# Der Unbesiegbare
Der Unbesiegbare (polnisch Niezwyciężony) ist ein Science-Fiction-Roman von Stanisław Lem aus dem Jahr 1964.

## Titel
Der deutsche Titel stellt keine exakte Übersetzung des Originals dar. „Niezwyciężony“ bedeutet auf Polnisch entweder das Adjektiv „unbesiegt“ oder das Nomen „(der) Unbesiegte“. Im Titel des Originals ist folglich „Der Unbesiegte“ gemeint.

## Inhalt
Der Roman schildert den Verlauf einer Rettungsexpedition aus der Sicht des Ersten Offiziers Rohan.
Der Unbesiegbare, ein bewaffneter schwerer Raumkreuzer, wird zu einer Bergungsmission auf den Planeten Regis III geschickt. Das Raumschiff unter Kommandant Horpach soll das Verschwinden des Schwesterschiffs Kondor auf dem Planeten aufklären. Die beiden Schiffe stellen zu ihrer Zeit das Nonplusultra der technischen Fähigkeiten der Menschheit dar und werden als Ausdruck der Überlegenheit der menschlichen Technik und des Erfindergeists angesehen, daher auch die Anspielung im Raumschiffnamen.
Nach der Landung stellt die Besatzung fest, dass auf dem Festland keinerlei Leben existiert, und sich lediglich in den Ozeanen Algen und fischähnliche Meeresbewohner aufhalten, welche allerdings die Uferzonen strikt meiden. Auf dem Festland finden sich uralte Relikte, die zunächst als Ruinen einer Stadt gedeutet werden. Bei der Untersuchung der Ruinen ergibt sich aber, dass die metallenen Objekte keinerlei Räume und auch keine Ein- oder Ausgänge besitzen, sie somit nie als Wohnbehausungen gedient haben können. Bei ihren Konstrukteuren muss es sich um Maschinen gehandelt haben – wie sich später zeigt, wahrscheinlich um ortsgebundene kybernetische Einheiten.
Als der Kondor aufgefunden wird, wird zunächst festgestellt, dass das Raumschiff äußerlich intakt ist. Es werden etliche Tote aus dem Schiff geborgen, die fast alle verhungert sind. Die Einrichtungen im Raumschiffinneren sind durch Gewalteinwirkung verwüstet, die Lebensmittelvorräte jedoch unangetastet, ebenso die Treibstoff- und Energiereserven. In den Logbucheinträgen findet sich ein Hinweis auf fliegenartige Lebewesen. Die Wissenschaftler des Unbesiegbaren halten jedoch die Existenz von insektenähnlichen Lebewesen in einer Welt ohne Land-Ökosystem für unmöglich.
Bei einem ungeklärten Unfall in einer Höhle verliert ein Forscher sein gesamtes Gedächtnis mit allen Erinnerungen und erlernten Fähigkeiten, sein Gehirn wird praktisch gelöscht. Der Betroffene ist danach so hilflos wie ein Neugeborenes. Der Besatzung des Unbesiegbaren drängt sich der Schluss auf, dass das Gleiche der Besatzung der Kondor passiert sein muss, woraufhin diese Menschen verhungerten.
Auf der Suche nach einem vermissten Erkundungstrupp werden zwei Aufklärungsflugzeuge von einer Wolke aus metallischen Partikeln vernichtet. Die fliegenden Partikel verhalten sich schwarmähnlich und greifen mit starken magnetischen Feldern an. Mit derartigen Feldern kann auch der beobachtete Gedächtnisverlust hervorgerufen werden. Die Partikel scheinen keine eigene Intelligenz zu haben und lediglich als Schwarm zu koordinierten Aktionen fähig zu sein. Die Spezialisten des Unbesiegbaren stellen die Hypothese auf, dass die Partikel das Ergebnis einer Evolution von Maschinen sind. Die Vorläufer dieser Maschinen seien vor Jahrmillionen von einer außerirdischen Zivilisation auf den Planeten gebracht worden und entwickelten sich seither auf evolutionäre Weise weiter, um im Kampf um die knappen Rohstoff- und Energiereserven des Planeten gegen andere Maschinen und die einst vorhandene Ökosphäre zu bestehen. Es wird impliziert, dass die Ökosphäre durch diese Kämpfe so stark geschädigt wurde, dass sie zumindest an Land letzten Endes kollabierte.
Die Suche nach den verschollenen Besatzungsmitgliedern fordert nun immer größere Verluste bei der Raumschiffbesatzung. Ein Rettungseinsatz unter Rohans Kommando kann zwar 18 der 22 vermissten Männer aufspüren, sie leiden jedoch alle an totalem Gedächtnisverlust. Darüber hinaus wird Rohans Trupp beim Durchsuchen einer Schlucht von dem Schwarm angegriffen, wobei mehrere Menschen ums Leben kommen. Rohan selbst übersteht den Angriff unverletzt.
Ein unbemanntes gepanzertes Spezialfahrzeug mit schwerer Bewaffnung wird daraufhin in die Schlucht geschickt und ebenfalls angegriffen. In einem erbittert geführten Feuergefecht gelingt es dem Schwarm, die künstliche Intelligenz des Panzerfahrzeugs auszulöschen. Daraufhin zerstört das Fahrzeug die begleitenden Telesonden und steuert in die Wüste. Als der Panzer später in der Nacht zurückkehrt und den Unbesiegbaren angreift, lässt Horpach ihn vernichten.
Danach tun sich Spannungen unter den Besatzungsmitgliedern auf. Die Wissenschaftler erarbeiten Szenarien, wie der Schwarm vernichtet werden könne. Rohan und große Teile der Besatzung dagegen möchten den Planeten so schnell wie möglich verlassen und argumentieren, dass man an einem unbewussten Schwarm weder Rache nehmen könne, noch dass eine unmittelbare Gefahr für die Zivilisation außerhalb des Planeten bestehe. Als Horpach Rohan die Entscheidung über das weitere Vorgehen überlässt, gesteht Rohan ein, dass das Raumschiff nicht starten kann, bevor das Schicksal der verschollenen vier Besatzungsmitglieder aufgeklärt ist.
Da Rohan bereits einmal einen Angriff des Schwarms überstanden hat, wagt er einen letzten Suchvorstoß. Ohne Metall an der Kleidung und unbewaffnet bricht er erneut in die Schlucht auf, in der die Vermissten vermutet werden. Geschützt wird er durch einen Sender, welcher die Gehirnströme eines ‚gelöschten‘ Gehirns simuliert. Er wird vom Schwarm nicht attackiert und findet drei der vier Vermissten tot auf, woraufhin er  den Tod auch des vierten Forschers nicht mehr bezweifelt. Er wird Zeuge eines unerklärlichen Rituals der Metallpartikel.
Mit letzter Kraft kehrt Rohan schließlich zum Raumschiff zurück. In der letzten Szene schleppt er sich auf sein Raumschiff zu, das im letzten Satz des Buchs noch einmal als technisches Wunderwerk und Symbol der menschlichen Überlegenheit dargestellt wird. Der Satz endet mit den Worten „… als wäre es wirklich unbesiegbar“. Damit wird auf die menschliche Hybris angespielt, die hier durch die Primitivität der Metallpartikel-Wesen deutlich wird, die das erste „unbesiegbare“, äußerst komplexe Raumschiff Kondor durch ihre Einfachheit und Anpassungsfähigkeit dennoch besiegen und den Unbesiegbaren zum Rückzug zwingen konnten.

## Adaptionen
2018 entstand Der Unbesiegbare beim Mitteldeutschen Rundfunk als knapp 78-minütige Hörspielfassung. Unter der Regie von Oliver Sturm sprachen u. a. Felix von Manteuffel (Horpach), Hanns Jörg Krumpholz (Rohan), Mira Partecke (Iris) und Leslie Malton (Sax).
2020 wurde das auf dem Roman basierende Videospiel The Invincible angekündigt, das am 6. November 2023 erschien.

## Kritik
Der Science-Fiction-Autor, Drehbuchautor (u. a. Star Trek) und Kritiker Theodore Sturgeon lobte das Buch als „Science Fiction in der großen Tradition“ (orig.: sf in the grand tradition). Die wissenschaftlichen Aspekte seien fundiert, die Beschreibungen lebendig und kraftvoll (orig.: The science is hard. The descriptions are vivid and powerful.)

## Ausgaben der deutschen Übersetzung
- Der Unbesiegbare. Aus dem Polnischen übertragen von Roswitha Dietrich. Verlag Volk und Welt, Berlin (DDR) 1967, L. N. 302, 410/33/67
  - Lizenzausgabe: Fischer Taschenbuch Verlag, Frankfurt am Main 1971, ISBN 3-596-21199-9 (Digitalisat der 11. Auflage im Internet Archive)
- Der Unbesiegbare. Insel-Verlag, Frankfurt am Main 1976, ISBN 3-458-05011-6
- Der Unbesiegbare. Suhrkamp, Frankfurt am Main 1995, ISBN 3-518-38959-9
- Der Unbesiegbare. Suhrkamp, Berlin 2021, ISBN 978-3-518-47148-7